# Владислав Бежански
Вижте пояснителната страница за други личности с името Бежански.
Владислав Бежански е български футболист, нападател, от февруари 2015 година е състезател на ФК Сливнишки герой (Сливница).

## Кариера
Започва да тренира футбол в Детско-юношеската школа на ПФК Левски (София), където тренира под ръководството на специалиста Любомир Симов. Престоява там до 2003 година. От 2003 до 2006 година се състезава в дъщерния клуб ФК Левски-Раковски (София).
През 2007 година подписва първи професионален договор с ПФК Берое (Стара Загора), където треньор е Радослав Здравков.
В края на годината разтрогва с Берое по вина на клуба.
От 2008 до 2013 година е състезател на ФК Созопол, където изиграва над 100 мача за първенството в Югоизточната В група.
През есента на 2013 година се присъединява към ФК Сливнишки герой (Сливница), където играе до края на полусезона. Заминава за Малта през 2014 година, където става играч на Керчем Аякс (Малта).
През зимата на 2015 година е на пробив тима на ПСФК Черноморец (Бургас), с който провежда подготовка и играе в няколко контрони мача. До договор обаче не се стига, и Бежански се завръща в тима на ФК Сливнишки герой (Сливница), където дебютира повторно в двубоя срещу ФК Балкан (Варвара) на 1 март 2015 година.